# Salvadore Cammarano

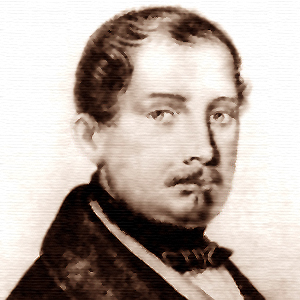
Salvadore Cammarano

Salvadore Cammarano (* 19. März 1801 in Neapel; † 17. Juli 1852 ebenda) war ein italienischer Literat, Librettist und Regisseur am Teatro San Carlo in Neapel.

## Leben
Salvadore Cammarano, Spross einer alten Theaterfamilie, war zunächst Theatermaler. Als glückhaft erwies sich für ihn und Gaetano Donizetti, dass er diesem im Mai 1835 sehr rasch ein Libretto für eine neue Oper in Neapel liefern konnte, deren Proben im August beginnen sollten: Lucia di Lammermoor. Nach deren überwältigendem Uraufführungserfolg (26. September) schrieb Cammarano ihm sechs weitere Libretti, alle opere serie, sowie fünf für Saverio Mercadante und vier für Giuseppe Verdi (s. Werkauswahl). Cammarano starb plötzlich nach kurzer Krankheit am 17. Juli 1852, kurz vor Vollendung des Librettos von Il trovatore.
Cammaranos Libretti schwanken zwischen zwei Polen, ohne eine Synthese zwischen diesen zu suchen: Einerseits machte er Libretti zu klassizistischen Stoffen, die auf vertrauten Vorlagen des 18. Jahrhunderts beruhen wie Belisario und Poliuto für Donizetti, La vestale und Orazi e Curiazi für Mercadante, Alzira für Verdi. Andererseits – und dafür ist er viel bekannter – erschloss er die Stoffwelt der Schauerromantik für die italienische Oper dieser Zeit. Deren dramatische Wirkung versuchte er mittels abrupter Wendungen der Handlung zu steigern, die Ausbrüche von extremer Expressivität evozieren sollten. Dadurch gelang es ihm, den stereotypen Wechsel von lyrischem Cantabile und eruptiver Cabaletta (bzw. szenisch von Tableau und Schock) in der italienischen Oper dieser Zeit zu gestalten, ohne ihn eigentlich motivieren zu müssen. Dafür verzichtete er ganz bewusst auf logische Stringenz in der Charakterzeichnung und in der Handlungsführung. So liebte er es geradezu, die Handlung kurz vor ihrem Kulminationspunkt beginnen zu lassen und eine lange und geheimnisvolle Vorgeschichte erst nach und nach zu enthüllen, beispielsweise in Lucia di Lammermoor, ganz extrem in Maria de Rudenz und Il trovatore. Für Luisa Miller (nach Friedrich Schillers Kabale und Liebe) erfand er sogar eine Vorgeschichte, die in der Vorlage nicht existiert. Auch bei den Charakteren nimmt er Brüche in Kauf. Dadurch schafft er einen neuen Typ des Bösewichts: dieser erscheint immer weniger als ein Mensch, der auf Grund seines schlechten Charakters und moralischer Defizite Schuld auf sich lädt, sondern vielmehr als ein unglücklicher Getriebener seiner Leidenschaften (z. B. Graf Luna in Il trovatore).
Statt Cammarano wegen seiner scheinbar unlogischen Libretti zu verurteilen, ist es sehr viel lohnender, zu analysieren, von welchen dramaturgischen Zielsetzungen er ausging und wie diese den Bedürfnissen der Komponisten (und denen des Neapolitaner Publikums) gerecht wurden. Nicht umsonst begegnete ihm Verdi immer mit größter Hochachtung und vertraute dem Urteil des erfahrenen Theatermannes fast blind. Es ist daher kein Zufall, dass Verdi für die Realisierung seines Herzenwunsches, einer Oper Re Lear (nach William Shakespeares König Lear), zuerst an Cammarano gedacht hat.

## Werke (Auswahl)
Aufgeführt sind die Libretti für Gaetano Donizetti, Saverio Mercadante und Giuseppe Verdi, eine vollständige Liste befindet sich in der italienischen Version dieses Artikels.
- Lucia di Lammermoor für Donizetti nach der gleichnamigen Erzählung von Sir Walter Scott (Neapel 1835)
- Belisario für Donizetti nach Bélisaire von Jean-François Marmontel (Venedig 1836)
- L’assedio di Calais für Donizetti nach Dormant du Bellois. (Neapel 1836)
- Roberto Devereux für Donizetti nach Jacques-François Ancelot Elisabeth d'Angleterre (Neapel 1837)
- Maria de Rudenz für Donizetti nach Jacques-François Ancelot La Nonne sanglante (Neapel 1837)
- Poliuto für Donizetti nach Pierre Corneilles Polyeucte (Neapel 1838, Uraufführung erst 1848)
- Elena da Feltre für Mercadante (Neapel 1839)
- La vestale für Mercadante nach diversen älteren Libretti z. B. für Gaspare Spontini (Neapel 1840)
- Saffo für Giovanni Pacini (Neapel 1840)
- Il reggente für Mercadante nach Gustave III. ou Le bal masqué von Eugène Scribe für Daniel François Esprit Auber (Turin 1843, derselbe Stoff wie Un ballo in maschera von Verdi)
- Maria di Rohan für Donizetti nach einem älteren Libretto für Federico Ricci (Paris 1843)
- Alzira für Verdi nach Voltaires Alzire ou les Américains (Neapel 1845)
- Orazi e Curiazi für Mercadante nach Pierre Corneilles Horace (Neapel 1846)
- La battaglia di Legnano für Verdi nach Joseph Méry (Rom 1849)
- Luisa Miller für Verdi nach Friedrich Schillers Kabale und Liebe (Neapel 1849)
- Il trovatore für Verdi nach Antonio García Gutiérrez (ergänzt von Leone Emanuele Bardare, Neapel 1853)
- Virginia für Mercadante nach Vittorio Alfieri (Neapel 1851, von der Zensur verboten, Uraufführung erst 1866, basiert auf derselben Episode aus Titus Livius wie Emilia Galotti von Lessing)